# Linia kolejowa nr 756
Linia kolejowa nr 756 – pierwszorzędna, głównie dwutorowa, zelektryfikowana linia kolejowa znaczenia państwowego (na odcinku -0,086 – 2,997) łącząca posterunek odgałęźny Stadion z rejonem WP2 stacji technicznej Wrocław Popowice.
Linia na odcinku w km -0,086 do 2,997 została ujęta w kompleksowej i bazowej towarowej sieci transportowej TEN-T.